# Wilgenhoutvlieskelkje
Het wilgenhoutvlieskelkje (Hymenoscyphus salicinus) is een schimmel behorend tot de familie Helotiaceae. Het leeft saprotroof op takken, twijgen, stammen van met name wilg (Salix), maar ook andere loofbomen zoals els (Alnus), populier (Populus).

## Kenmerken
De apothecia hebben een breedte tot 7 mm. De steelbasis is behaard. 
De asci hebben gespen en zijn 6 tot 9 µm breed. De sporen hebben een lengte van 11,5 tot 16,5 µm.

## Verspreiding
Het wilgenhoutvlieskelkje komt in Nederland algemeen voor. Het staat niet op de rode lijst en is niet bedreigd.